# Tritubulogenerina
Tritubulogenerina es un género de foraminífero bentónico de la subfamilia Tubulogenerininae, de la familia Siphogenerinoididae, de la superfamilia Buliminoidea, del suborden Buliminina y del orden Buliminida. Su especie tipo es Tritubulogenerina mauricensis. Su rango cronoestratigráfico abarca desde el Luteciense (Eoceno medio) hasta el Priaboniense (Eoceno superior).

## Discusión
Clasificaciones previas incluían Tritubulogenerina en el suborden Rotaliina del orden Rotaliida.

## Clasificación
Tritubulogenerina incluye a las siguientes especies:
- Tritubulogenerina dentonensis †
- Tritubulogenerina lotschi †
- Tritubulogenerina mauricensis †
- Tritubulogenerina pulchra †
- Tritubulogenerina waiparaensis †